# 坦波馬斯火山
坦波馬斯火山是印度尼西亞的小型火山，位於爪哇島，行政方面由西爪哇省負責管轄，海拔高度1,684米，火山由安山岩組成，東麓有熔岩流出。